# Woodbridge (New Jersey)

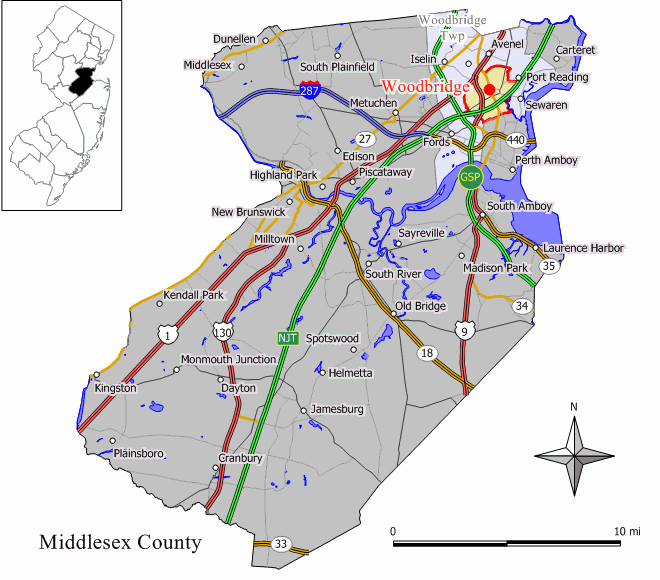
Lage von Woodbridge im Bundesstaat New Jersey

Woodbridge ist eine Siedlung und Census-designated place innerhalb der Gemeinde Woodbridge Township im Middlesex County, New Jersey, USA. Bei der Volkszählung 2010 hatte Woodbridge CDP 19.265 Einwohner.

## Geographie
Nach dem United States Census Bureau hat die Ortschaft eine Gesamtfläche von 10,0 km².

## Demographie
Nach der Volkszählung von 2000 gibt es 18.309 Menschen, 7.290 Haushalte und 4.847 Familien in der Stadt. Die Bevölkerungsdichte beträgt 1.826,7 Einwohner pro km². 74,44 % der Bevölkerung sind Weiße, 7,64 % Afroamerikaner, 0,12 % amerikanische Ureinwohner, 12,85 % Asiaten, 0,02 % pazifische Insulaner, 2,96 % anderer Herkunft und 1,97 % Mischlinge. 9,84 % sind Latinos unterschiedlicher Abstammung.
Von den 7.290 Haushalten haben 29,3 % Kinder unter 18 Jahre. 50,9 % davon sind verheiratete, zusammenlebende Paare, 11,8 % sind alleinerziehende Mütter, 33,5 % sind keine Familien, 27,2 % bestehen aus Singlehaushalten und in 10,9 % Menschen sind älter als 65. Die Durchschnittshaushaltsgröße beträgt 2,49, die Durchschnittsfamiliengröße 3,06.
21,4 % der Bevölkerung sind unter 18 Jahre alt, 7,4 % zwischen 18 und 24, 35,9 % zwischen 25 und 44, 21,5 % zwischen 45 und 64, 13,7 % älter als 65. Das Durchschnittsalter beträgt 36 Jahre. Das Verhältnis Frauen zu Männer beträgt 100:92,1, für Menschen älter als 18 Jahre beträgt das Verhältnis 100:88,0.
Das jährliche Durchschnittseinkommen der Haushalte beträgt 60.594 USD, das Durchschnittseinkommen der Familien 70.184 USD. Männer haben ein Durchschnittseinkommen von 50.071 USD, Frauen 34.928 USD. Der Prokopfeinkommen der Stadt beträgt 26.728 USD. 5,8 % der Bevölkerung und 3,9 % der Familien leben unterhalb der Armutsgrenze, davon sind 6,2 % Kinder oder Jugendliche jünger als 18 Jahre und 8,0 % der Menschen sind älter als 65.

## Verkehr
Im Jahre 1928 wurde nahe Woodbridge das weltweit erste Autobahnkreuz erbaut. Es ist noch heute in Betrieb.
In Woodbridge ereignete sich am 6. Februar 1951 der Eisenbahnunfall von Woodbridge, einer der schwersten Eisenbahnunfälle in der Geschichte der USA. Aufgrund eines Fehlers des Lokomotivführers fuhr ein mit 1100 Reisenden besetzter, übervoller Pendlerzug mit weit überhöhter Geschwindigkeit in eine Baustellenumfahrung ein und entgleiste. 85 Tote und etwa 500 Verletzte waren die Folge.

## Söhne und Töchter der Stadt
- Richie Sambora, Musiker und Gitarrist und Songschreiber

Koordinaten: 40° 33′ N, 74° 17′ W